# 다카하타 쓰토무
다카하타 쓰토무(일본어: 高畠 勉, 1968년 6월 16일 ~ )는 일본의 축구 지도자로현역 시절 후지쯔에서 미드필더로 활동했다.

## 구단 경력
1991년부터 1995년까지 후지쯔에서 뛰었다.

## 지도자 경력
은퇴 후에는 후지쯔(가와사키 프론탈레)의 코치를 거쳐, 2008년 4월 감독으로 취임하였다.